# Ортер, Эл
Альфред Адольф (Эл) Ортер (англ. Alfred Adolf «Al» Oerter, 19 сентября 1936, Астория, Куинс, Нью-Йорк — 1 октября 2007, Форт-Майерс, Флорида) — американский легкоатлет (метание диска), четырёхкратный олимпийский чемпион 1956, 1960, 1964, 1968 годов. Установил четыре мировых рекорда.
Вторым в истории победил в индивидуальных видах на четырёх Олимпийских играх (первым был яхтсмен Пауль Эльвстрём, позднее это достижение повторили легкоатлет Карл Льюис, яхтсмен Бен Эйнсли, пловец Майкл Фелпс, борцы Каори Итё и Михаин Нуньес).

## Биография

### Спортивная карьера

#### Начало спортивной карьеры
Эл Адольф «Эл» Ортер младший родился 19 сентября 1936 года в Астории (Нью-Йорк) в семье выходцев из Венгрии. Мальчик начал занятия спортом с пяти лет. Мама была против увлечений сына, так как с детства (и всю последующую жизнь) Эл страдал от высокого давления. Отец, занимавшийся в молодости баскетболом, наоборот, поощрял интерес к спорту. Начинал Эл с игровых видов спорта — бейсбола, баскетбола. С семи лет мальчик начал целенаправленно заниматься с отягощениями. Уже в юном возрасте Эл выделялся среди сверстников ростом и телосложением. Ему приходилось участвовать в самых разных школьных соревнованиях, включая легкую атлетику. Весной 1952 года Эл выступал за школьную команду в забеге на милю, и ему под ноги случайно попал диск. Он поднял и выбросил с дорожки спортивный снаряд, который улетел неожиданно далеко.
Небольшое происшествие не укрылось от глаз школьных тренеров, и его пригласили попробовать свои силы в метании диска. Вскоре после начала занятий на одном из стартов он метнул облегчённый юниорский снаряд на 184 фута 2 дюйма (56,15 м) и установил национальный рекорд для атлетов своего возраста. Доходы семьи не позволяли пройти платное обучение в престижном учебном заведении, но помогла успешно складывающаяся спортивная карьера — сразу несколько вузов предложили перспективному юноше стипендию. Он выбрал Университет Канзаса, куда поступил в 1954 году. Эл учился в одной группе с Уилтом Чемберленом. Будущая звезда НБА тогда ещё не определился со спортивными пристрастиями и тренировался на десятиборца. Ортер помогал ему с тренировками в метании диска. Эл начал сотрудничество с тренером Биллом Истоном, подготовившем за свою карьеру 8 олимпийских чемпионов.

#### 1956—1960 годы
Спортсмены США в те годы доминировали в спортивных метаниях. На свои первые Игры в карьере 19-летний Ортер отправился перспективным новичком команды. Он не значился среди претендентов на победу, имея по сезону в 1956 году только шестой результат в мире. Собственно, так было и на всех последующих Играх — Ортер никогда не выигрывал предолимпийские отборочные соревнования. Тем не менее, уже первый бросок атлета в олимпийском финале на 56,30 м оставил позади всех соперников. Считавшийся фаворитом рекордсмен мира Форчун Гордие ничего не смог противопоставить Ортеру, отстав более чем на полтора метра. На пресс-конференции после соревнований юноша заявил, что не уйдёт из спорта, пока не завоюет 5 золотых олимпийских медалей.
Спустя год после Игр в Мельбурне, в июне 1957 года, Ортер попал в тяжелую автомобильную катастрофу и около года восстанавливался, вернувшись на прежний уровень. В 1959 году он завоевал золото на Панамериканских Играх. В 1962 году атлет впервые побил мировой рекорд, метнув снаряд за 200 футов (61,10 м).
В американской команде царила очень дружеская атмосфера. На отборе к Играм 1960 года Ортер проиграл своему тогдашнему постоянному сопернику Ричарду Бабке. Перед олимпийским финалом, Ричард подошёл к Элу и объяснил ему его ошибку: он недорабатывает полное маховое движение из-за левой руки. Совет помог, и первым же броском на 59,18 м Эл обошёл всех соперников и установил олимпийский рекорд; Бабка финишировал вторым.

#### Матчи СССР — США
В 1958 году Ортер принял участие в первом матче СССР — США по легкой атлетике. Год спустя, Ортер выиграл следующие соревнования, проводившиеся в Филадельфии. Эти матчи в 1960-е годы стали одними из наиболее престижных международных соревнований (тогда по легкой атлетике чемпионаты мира ещё не проводились). В период конфронтации между двумя сверхдержавами встречи также имели особый политический статус.
Ортер вошёл в группу из 9 спортсменов, вступивших в конфликт с любительской легкоатлетической ассоциацией США (en). По мнению спортсмена, ассоциация предлагала чрезмерно тяжёлые условия в графике соревнований, при этом не особенно заботясь состоянием спортсменов, преследуя собственные интересы. В 1958 году у Ортера дома осталась беременная жена; тем не менее, ассоциация отказалась оплатить Ортеру перелёт домой по окончании матча, настаивая на том, что он должен продолжить выступление в составе команды на других соревнованиях. Возвращение домой спортсмену любезно оплатила советская сторона. В 1961 году Эл отказался принимать участие в очередном матче в составе сборной США.

#### 1961—1964 годы

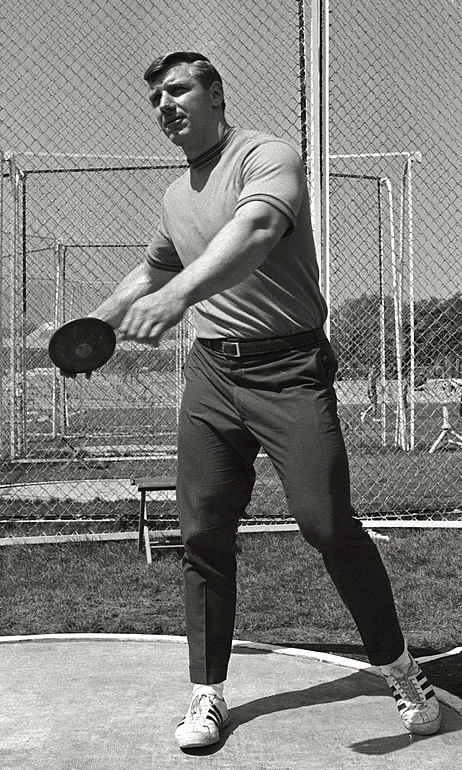
Эл Ортер в 1968 году

В 1964 году, за неделю перед Играми в Токио, спортсмен повредил шейные позвонки, и врачи настаивали на том, что он должен взять паузу минимум в 6 недель. Однако Ортер решил выступить на соревнованиях. Спортсмен появился в секторе с шейным бандажом, обложенный мешочками со льдом. В финальных соревнованиях он шёл третьим до пятой попытки. В ней, сняв и выбросив бандаж, Эл впервые в карьере метнул диск за 200 футов (61,00 м). Перед Играми фаворитом считался рекордсмен мира Людвик Данек из Чехословакии. Тем не менее основным конкурентом Ортера в финале стал немецкий атлет Лотар Милде (en). Американский атлет вновь победил с олимпийским рекордом и так прокомментировал своё выступление: «Это Олимпийские игры. За них вы умираете.»
На своих четвёртых Играх в Мехико спортсмен снова выступал с травмой — надрывом мышцы бедра. Фаворитом тогда считался его товарищ по команде Джей Сильвестер. Тем не менее, Ортер победил с олимпийским и личным рекордом 64,78 м. В финале он показал отличную серию, три раза послав снаряд за 64 метра. После своего победного выступления атлет заметил: «Я соревнуюсь не с противниками, я соревнуюсь с историей».
Всего Альфред Ортер 6 раз становился чемпионом США и четырежды бил мировые рекорды: 61,10 м, 62,45 м (1962), 62,62 м (1963), 62,94 м (1964). После Игр в Мехико Ортер в первый раз ушёл из большого спорта, заявив, что ему сложно делить спорт с работой и он должен больше уделять времени своей семье.

#### 1975—1984 годы
В 1975 году атлет принял участие в съёмках документального фильма об олимпийской сборной. Его немного задел титул «бывший чемпион», прозвучавший в картине, и он решил возвратиться в сектор. После 8-летнего перерыва атлет вернулся к регулярным тренировкам. Некоторое время он занимался с израильским специалистом Гидеоном Ариелем, изучавшим биомеханику движений Ортера. Ариель убедил спортсмена, что и после сорока он способен показывать очень высокие результаты.
В 1980 году США бойкотировали Игры в Москве, но предолимпийские отборочные соревнования были проведены в заранее оговорённые сроки. На них Ортер показал высокий результат 65,56 м, однако конкуренция была столь велика, что этого хватило только для четвёртого места. Он выступил на Альтернативных Олимпийских играх (Liberty Bell Classic) и занял второе место с результатом 60,76 м. В том же году спортсмен в возрасте 43 лет установил личный рекорд 69,47 м, превзойдя предыдущий почти на 5 метров.
Спустя 4 года Ортер повторил попытку отобраться на Игры в Лос-Анджелесе, но полноценно выступить помешала травма ахиллова сухожилия. После этого он ушёл из легкой атлетики, хотя вплоть до 60 лет принимал участие в ветеранских соревнованиях. «Я ухожу из спорта также как и пришёл в него — получая удовольствие от метания диска.»

### Жизнь вне спорта
После окончания университета Ортер устроился на работу в авиастроительной отрасли в Grumman Corporation. Около 30 лет Ортер проработал в IT сфере, на позиции компьютерного аналитика. Ему случалось покидать свою работу на продолжительное время, но он всегда находил полное взаимопонимание и поддержку со стороны руководства компании. Со слов спортсмена, ему как знаменитости никогда не делали никаких поблажек.
Последние годы проживал в городке Бабилон (штат Нью-Йорк). Был дважды женат. Первый брак с Коринне Бенедетто (1958—1975) закончился разводом, в этом браке родилось две дочери. Второй брак с Кэти Кэролл (1983—2007). Вторая его супруга в прошлом была спортсменкой, занималась прыжками в длину и они познакомились на соревнованиях. После выхода на пенсию в 1990-х годов Ортер некоторое время проработал мотивационным оратором. Увлекался абстрактной живописью.
В 2003 году Ортер был вынужден обратиться к врачам в связи с проблемами с сердечно-сосудистой системой. Специалисты настаивали на немедленной пересадке сердца. Ортер отказался, сказав: «Я прожил интересную жизнь, пусть всё останется как есть». Эл Ортер скончался от сердечного приступа 1 октября 2007 года.

## Характер, спортивные способности
Ортер в своих интервью отмечал, что у него никогда не было того, кого он мог назвать своим тренером. Всего в своей жизни он добивался прежде всего собственными усилиями. Ортер утверждал, что его никогда не нужно было заставлять тренироваться. Само по себе бросковое движение, даже выполненное с полной отдачей, не приносило неприятных ощущений. Всегда бросок диска доставлял удовольствие, постоянное совершенствование техники увлекало вновь и вновь.
Эл Ортер был из тех спортсменов, которые были прекрасно одарены физическими данными от природы. Спортсмен считал ключевыми для дискобола упражнения с отягощениями. Он занимался со штангой вплоть до последних лет своей жизни. Типичным упражнением был жим лёжа, нагрузка — 200 кг. Спортсмен не был сторонником разносторонних методик, предпочитая однотипные упражнения. Во время тренировок он использовал, как сам его называл, «метод полотенца». Тренировка заключалась всего лишь в многократном метании диска, обычно 80—100 бросков за занятие. Лучшая попытка отмечалась полотенцем, и атлет стремился её превзойти. Заниматься спортсмен предпочитал в полном одиночестве. Местная администрация выделила Ортеру уединённый уголок с сектором в парке недалеко от его дома, и он предпочитал готовиться к соревнованиям там.
Товарищ по команде Гарольд Коннолли, отзываясь об Ортере, упоминал его редкую психологическую устойчивость. Волновался Эл до соревнований, а вступив в сектор, демонстрировал полную уверенность в своих силах. Ещё до выполнения первой попытки Ортер деморализовывал этим противников.

## Признание
В 1996 году Ортеру была оказана честь внести факел на стадион во время открытия Олимпийских игр в Атланте. Эл передал факел Эвандеру Холифилду. В 2012 году легкоатлет был избран в Зал славы IAAF. В 2009 году в парке Флашинг-Медоус открылся спортивный рекреационный центр названный в честь Эла Ортера.
Ортер принимал участие в съёмках нескольких документальных фильмов о спорте. В 1975 году он снимался в эпизоде документального сериала «The Way It Was» (en) о подготовке атлетов к олимпийским стартам.